# Nati nel 1885
| Questa pagina contiene informazioni ricavate automaticamente dalle voci biografiche con l'ausilio del template Bio e di un bot. L'aggiornamento è periodico e automatico e ricostruisce completamente la pagina. Se manca una persona in questa lista, sei pregato di non aggiungerla, ma accertati piuttosto che la sua voce biografica contenga il template Bio e che i dati anagrafici siano correttamente compilati. Se il template Bio manca, inseriscilo tu stesso o, in alternativa, metti l'avviso {{tmp\|Bio}} che ne segnala la mancanza. Se i dati riportati sono sbagliati, correggi direttamente la voce biografica; le modifiche saranno visibili in questa lista entro pochi giorni. Per chiarimenti vedi il progetto biografie. La lista contiene solo le 1.197 persone che sono citate nell'enciclopedia e per le quali è stato implementato correttamente il template Bio. Pagina aggiornata al 10 ago 2025. |

## Gennaio(102)
- 1º gennaio - Valentin Feurstein, generale austriaco († 1970)
- 1º gennaio - Giuseppe Fusco, avvocato e politico italiano († 1957)
- 1º gennaio - Winifred Greenwood, attrice statunitense († 1961)
- 1º gennaio - James Soutter, velocista britannico († 1966)
- 2 gennaio - Oreste Fares, attore italiano († 1950)
- 2 gennaio - Anna Hübler, pattinatrice artistica su ghiaccio tedesca († 1976)
- 2 gennaio - Luciano Magrini, giornalista e politico italiano († 1957)
- 2 gennaio - Giuseppe Orsi, militare italiano († 1911)
- 2 gennaio - Bernardo Pocherra, politico e avvocato italiano († 1968)
- 2 gennaio - Salvatore Russo, vescovo cattolico italiano († 1964)
- 2 gennaio - Michele Saponaro, scrittore e biografo italiano († 1959)
- 3 gennaio - Fernand Desrousseaux, calciatore francese († 1956)
- 3 gennaio - Harry Elkins Widener, imprenditore statunitense († 1912)
- 3 gennaio - Anna Lesznai, poetessa, pittrice e illustratrice ungherese († 1966)
- 4 gennaio - Cesare Martuzzi, compositore e direttore di coro italiano († 1960)
- 5 gennaio - Fernand de Montigny, architetto, schermidore e hockeista su prato belga († 1974)
- 6 gennaio - Clemente Rebora, presbitero e poeta italiano († 1957)
- 6 gennaio - Florence Turner, attrice e sceneggiatrice statunitense († 1946)
- 6 gennaio - Heinrich Vollmer, ingegnere tedesco († 1961)
- 7 gennaio - Edwin Swatek, pallanuotista e nuotatore statunitense († 1966)
- 8 gennaio - Michele Campana, giornalista e scrittore italiano († 1968)
- 8 gennaio - John Curtin, politico australiano († 1945)
- 8 gennaio - Giuseppe Garrassini Garbarino, aviatore e militare italiano († 1917)
- 8 gennaio - Raffaele Gorjux, giornalista italiano († 1943)
- 8 gennaio - Boris Hambourg, violoncellista russo († 1954)
- 8 gennaio - Mór Kóczán, giavellottista ungherese († 1972)
- 8 gennaio - Settimio Zimarino, religioso e compositore italiano († 1950)
- 9 gennaio - Charles Bacon, ostacolista, velocista e mezzofondista statunitense († 1968)
- 9 gennaio - Edward Quinan, generale britannico († 1960)
- 9 gennaio - John Slim, lottatore britannico († 1966)
- 10 gennaio - Eric Forsyth, pallanuotista britannico († 1951)
- 11 gennaio - Jack Hoxie, attore statunitense († 1965)
- 11 gennaio - Arnaldo Mussolini, giornalista e politico italiano († 1931)
- 11 gennaio - Alice Paul, attivista statunitense († 1977)
- 11 gennaio - Angelo Sbrana, sindacalista italiano († 1941)
- 12 gennaio - Tomás Pádraig Ághas, attivista e politico irlandese († 1917)
- 12 gennaio - Harry Benjamin, sessuologo tedesco († 1986)
- 12 gennaio - Robert Ensminger, regista e attore statunitense († 1923)
- 12 gennaio - Hakob Melk'owmyan, generale e scrittore sovietico († 1962)
- 12 gennaio - Maire O'Neill, attrice irlandese († 1952)
- 13 gennaio - Lauro Bosio, militare, calciatore e arbitro di calcio italiano († 1915)
- 13 gennaio - Rasmus Hansen, ginnasta danese († 1967)
- 13 gennaio - James V. Monaco, compositore italiano († 1945)
- 14 gennaio - Oskar Bengtsson, calciatore svedese († 1972)
- 14 gennaio - Lamberto Bergamini, tenore italiano († 1957)
- 14 gennaio - John Alden Mason, antropologo, archeologo e linguista statunitense († 1967)
- 14 gennaio - Constantin Sănătescu, generale e politico rumeno († 1947)
- 15 gennaio - Miles Burke, pugile statunitense († 1928)
- 15 gennaio - Virgilio Giotti, poeta italiano († 1957)
- 15 gennaio - Claës König, cavaliere svedese († 1961)
- 15 gennaio - Arnaldo Malan, medico italiano († 1948)
- 15 gennaio - Mário de Noronha, schermidore portoghese († 1973)
- 16 gennaio - William Marshall, direttore della fotografia statunitense († 1943)
- 16 gennaio - Enrico Porro, lottatore italiano († 1967)
- 16 gennaio - Sergej Ivanovič Rudenko, antropologo e archeologo sovietico († 1969)
- 16 gennaio - Zhou Zuoren, scrittore cinese († 1967)
- 17 gennaio - Emmy Ball-Hennings, scrittrice, cabarettista e artista tedesca († 1948)
- 17 gennaio - Nikolaus von Falkenhorst, generale tedesco († 1968)
- 17 gennaio - Karl Nikitsch, aviatore austro-ungarico († 1927)
- 18 gennaio - Giovanni Germanetto, giornalista, scrittore e sindacalista italiano († 1959)
- 18 gennaio - Manlio Savaré, militare italiano († 1940)
- 19 gennaio - Axel Graatkjær, direttore della fotografia danese († 1969)
- 20 gennaio - Ludwig Flamm, fisico austriaco († 1964)
- 20 gennaio - Charlie Wallace, calciatore inglese († 1970)
- 21 gennaio - Duncan Grant, pittore scozzese († 1978)
- 21 gennaio - Seishiro Itagaki, generale e politico giapponese († 1948)
- 21 gennaio - Jean Levie, presbitero e teologo belga († 1966)
- 21 gennaio - Umberto Nobile, generale, esploratore e ingegnere italiano († 1978)
- 21 gennaio - Eduard Schönecker, calciatore, velocista e architetto austriaco († 1963)
- 21 gennaio - Miroslav Široký, calciatore boemo († 1972)
- 21 gennaio - George Vâlsan, geografo rumeno († 1935)
- 22 gennaio - Eugène Christophe, ciclista su strada e ciclocrossista francese († 1970)
- 22 gennaio - Josef Krejcik, scacchista e compositore di scacchi austriaco († 1957)
- 22 gennaio - Harold Wilson, mezzofondista britannico († 1932)
- 23 gennaio - Antonio Meli Lupi di Soragna, ufficiale e diplomatico italiano († 1971)
- 23 gennaio - Béla Sebestyén, calciatore ungherese († 1959)
- 24 gennaio - Christian Baastrup, medico danese († 1951)
- 24 gennaio - Jurij Viktorovič Tarič, regista cinematografico russo († 1967)
- 25 gennaio - Giuseppe Guarino, ballerino, regista e sceneggiatore italiano († 1963)
- 25 gennaio - Hakushū Kitahara, poeta giapponese († 1942)
- 25 gennaio - Erich Klausener, politico tedesco († 1934)
- 25 gennaio - Oskar Naegeli, dermatologo e scacchista svizzero († 1959)
- 26 gennaio - Harry Ricardo, ingegnere britannico († 1974)
- 26 gennaio - Per Thorén, pattinatore artistico su ghiaccio svedese († 1962)
- 27 gennaio - Gino Cassinis, ingegnere, topografo e politico italiano († 1964)
- 27 gennaio - Jerome Kern, compositore statunitense († 1945)
- 27 gennaio - Eduard Künneke, compositore tedesco († 1953)
- 27 gennaio - Hans Ludwig, ciclista su strada e pistard tedesco († 1964)
- 27 gennaio - Seison Maeda, pittore giapponese († 1977)
- 27 gennaio - Cecil von Renthe-Fink, ambasciatore tedesco († 1964)
- 27 gennaio - Česlav Genrichovič Sabinskij, regista cinematografico russo († 1941)
- 27 gennaio - Umberto Scotti, calciatore italiano († 1969)
- 28 gennaio - Cesare Benelli, generale italiano († 1943)
- 28 gennaio - Maurice Brocco, ciclista su strada e pistard francese († 1965)
- 28 gennaio - Julia Cæsar, attrice svedese († 1971)
- 28 gennaio - Frederic Lewy, neurologo tedesco († 1950)
- 28 gennaio - Władysław Raczkiewicz, militare e politico polacco († 1947)
- 29 gennaio - Bálint Hóman, storico e politico ungherese († 1951)
- 30 gennaio - Percy Dwight Bentley, architetto statunitense († 1968)
- 30 gennaio - George Dole, lottatore statunitense († 1928)
- 30 gennaio - Iuliu Hossu, cardinale e vescovo cattolico romeno († 1970)
- 31 gennaio - Gerald Loxley, aviatore e militare britannico († 1950)

## Febbraio(92)
- 1º febbraio - Camille Chautemps, politico francese († 1963)
- 1º febbraio - Friedrich Kellner, politico tedesco († 1970)
- 1º febbraio - Yrjö Linko, ginnasta finlandese († 1934)
- 1º febbraio - Kálmán Székány, allenatore di calcio ungherese († 1967)
- 2 febbraio - Paul-Emile Bécat, pittore, incisore e disegnatore francese († 1960)
- 2 febbraio - Michail Vasil'evič Frunze, rivoluzionario e militare sovietico († 1925)
- 2 febbraio - Aldo Palazzeschi, scrittore e poeta italiano († 1974)
- 2 febbraio - Karel Treybal, scacchista cecoslovacco († 1941)
- 3 febbraio - Angelo Donati, banchiere e filantropo italiano († 1960)
- 3 febbraio - Moses Levy, pittore italiano († 1968)
- 3 febbraio - Roderick McKenzie, sociologo canadese († 1940)
- 3 febbraio - Laura Sawyer, attrice statunitense († 1970)
- 4 febbraio - Wilfred Backhouse Alexander, ornitologo e entomologo britannico († 1965)
- 4 febbraio - Pic Günthardt, calciatore svizzero († 1965)
- 4 febbraio - Cairine Wilson, politica canadese († 1962)
- 4 febbraio - Georgina de Albuquerque, pittrice brasiliana († 1962)
- 5 febbraio - Pëtr Borejša, calciatore russo († 1953)
- 5 febbraio - Burton Downing, pistard statunitense († 1929)
- 5 febbraio - Casimiro Nay, calciatore italiano († 1928)
- 6 febbraio - Charles Henry Bartlett, pistard britannico († 1968)
- 6 febbraio - Jo Eshuijs, calciatore olandese († 1979)
- 6 febbraio - Federico Vincenti, presbitero italiano († 1954)
- 7 febbraio - David Aylott, regista, attore e sceneggiatore inglese († 1969)
- 7 febbraio - Michael Gamper, presbitero austriaco († 1956)
- 7 febbraio - Silvestro Graziano, costituzionalista e politico italiano († 1946)
- 7 febbraio - Robert LeRoy, tennista statunitense († 1946)
- 7 febbraio - Ricardo Levene, sociologo argentino († 1959)
- 7 febbraio - Sinclair Lewis, scrittore e drammaturgo statunitense († 1951)
- 7 febbraio - Arno Neumann, calciatore tedesco († 1966)
- 7 febbraio - Hugo Sperrle, generale tedesco († 1953)
- 8 febbraio - Raffaele Corso, etnografo e antropologo italiano († 1965)
- 8 febbraio - Costan Zarian, scrittore, poeta e giornalista armeno († 1969)
- 9 febbraio - Alban Berg, compositore austriaco († 1935)
- 9 febbraio - Anita Rée, pittrice tedesca († 1933)
- 10 febbraio - Salvatore Aurigemma, archeologo e epigrafista italiano († 1964)
- 10 febbraio - George Baker, baritono e attore inglese († 1976)
- 10 febbraio - Rain in Face, giocatore di lacrosse canadese († 1968)
- 10 febbraio - Alice Voinescu, saggista, filosofa e traduttrice rumena († 1961)
- 10 febbraio - Walter Wright, regista statunitense († 1958)
- 11 febbraio - Wenceslao Fernández Flórez, scrittore e giornalista spagnolo († 1964)
- 11 febbraio - Alma Hinding, attrice danese († 1981)
- 12 febbraio - Bror Meyer, pattinatore artistico su ghiaccio svedese († 1956)
- 12 febbraio - Paolo Paschetto, pittore, decoratore e incisore italiano († 1963)
- 12 febbraio - Julius Streicher, politico e criminale di guerra tedesco († 1946)
- 13 febbraio - George Fitzmaurice, regista e produttore cinematografico statunitense († 1940)
- 13 febbraio - Bess Truman, first lady statunitense († 1982)
- 14 febbraio - Zengo Yoshida, ammiraglio giapponese († 1966)
- 15 febbraio - Ruben Sevak, poeta, scrittore e medico armeno († 1915)
- 15 febbraio - Albert Jenicot, calciatore francese († 1916)
- 15 febbraio - Vittoria Lepanto, attrice italiana († 1964)
- 15 febbraio - Laurence Trimble, regista, sceneggiatore e attore statunitense († 1954)
- 16 febbraio - Jimmy Lawrence, allenatore di calcio e calciatore scozzese († 1934)
- 17 febbraio - Romano Guardini, presbitero, teologo e scrittore italiano († 1968)
- 17 febbraio - Murray Marble, compositore di scacchi statunitense († 1919)
- 17 febbraio - Umberto Merlin, politico italiano († 1964)
- 17 febbraio - Félix Gandéra, attore, commediografo e regista francese († 1957)
- 18 febbraio - Ignacio Antinori, mafioso italiano († 1940)
- 18 febbraio - Mario Faccioli, pioniere dell'aviazione italiano († 1915)
- 18 febbraio - Vilhelm Glückstadt, regista e imprenditore danese († 1939)
- 18 febbraio - Henri Laurens, illustratore e scultore francese († 1954)
- 18 febbraio - Arthur Rodgers, calciatore inglese
- 20 febbraio - Vittorio Cini, politico e imprenditore italiano († 1977)
- 20 febbraio - George Wall, calciatore inglese († 1962)
- 20 febbraio - Roland West, regista statunitense († 1952)
- 21 febbraio - Halvor Birch, ginnasta danese († 1962)
- 21 febbraio - Frank W. Boykin, politico statunitense († 1969)
- 21 febbraio - Sacha Guitry, attore, regista e sceneggiatore francese († 1957)
- 21 febbraio - Hermann Pister, generale e criminale di guerra tedesco († 1948)
- 22 febbraio - George Gaidzik, tuffatore statunitense († 1938)
- 22 febbraio - Ola Olstad, zoologo e esploratore norvegese († 1969)
- 22 febbraio - Jatindra Mohan Sengupta, rivoluzionario indiano († 1933)
- 22 febbraio - Alfredo Siniscalchi, funzionario italiano († 1954)
- 22 febbraio - Pat Sullivan, fumettista e animatore australiano († 1933)
- 23 febbraio - Elemér Gorondy-Novak, generale ungherese († 1954)
- 23 febbraio - Henri Guerre, calciatore francese († 1984)
- 23 febbraio - Ferenc Weisz, allenatore di calcio e calciatore ungherese († 1943)
- 24 febbraio - Jacob Bernstein, scacchista statunitense († 1959)
- 24 febbraio - Juliusz Kaden-Bandrowski, scrittore polacco († 1944)
- 24 febbraio - Bert Lytell, attore statunitense († 1954)
- 24 febbraio - Chester Nimitz, ammiraglio statunitense († 1966)
- 24 febbraio - Pietro Amato Perretta, magistrato e partigiano italiano († 1944)
- 24 febbraio - Domenicano Tondi, scrittore e poeta italiano († 1965)
- 24 febbraio - Stanisław Ignacy Witkiewicz, drammaturgo, filosofo e scrittore polacco († 1939)
- 25 febbraio - Sylvia Leonora Brett, nobile inglese († 1971)
- 25 febbraio - Cesare Franco, compositore e organista italiano († 1944)
- 25 febbraio - Alice di Battenberg, nobile tedesca († 1969)
- 26 febbraio - Eugen Kipp, calciatore tedesco († 1931)
- 26 febbraio - José de la Riva-Agüero y Osma, filosofo, politico e storico peruviano († 1944)
- 26 febbraio - Aleksandras Stulginskis, politico lituano († 1969)
- 27 febbraio - Dante Conte, pittore italiano († 1919)
- 27 febbraio - Angelo Faggi, sindacalista e politico italiano († 1957)
- 28 febbraio - José Luis Gutiérrez Solana, pittore e scrittore spagnolo († 1945)

## Marzo(102)
- 1º marzo - Lionel Atwill, attore britannico († 1946)
- 1º marzo - Antonio Bosio, aviatore italiano († 1967)
- 1º marzo - Jürgen Fehling, regista teatrale tedesco († 1968)
- 1º marzo - Edward Glover, astista statunitense († 1940)
- 1º marzo - Douglas Stuart, canottiere britannico († 1969)
- 2 marzo - Raffaele De Grada, pittore italiano († 1957)
- 2 marzo - Victor Houteff, predicatore statunitense († 1955)
- 2 marzo - Nino Navarra, poeta, scrittore e oratore italiano († 1917)
- 2 marzo - Ivano Ricci, presbitero, storico e poeta italiano († 1966)
- 3 marzo - Antonietta di Anhalt, principessa tedesca († 1963)
- 3 marzo - Aldo Baldassarri, giurista italiano († 1973)
- 3 marzo - Charles Riddy, canottiere canadese († 1979)
- 4 marzo - Carlo De Simone, generale italiano († 1951)
- 4 marzo - Giuseppe Faè, presbitero, partigiano e antifascista italiano († 1966)
- 5 marzo - Richard Bugno, calciatore austriaco
- 6 marzo - Paul Géraldy, poeta e commediografo francese († 1983)
- 6 marzo - Ring Lardner, giornalista, scrittore e sceneggiatore statunitense († 1933)
- 6 marzo - Adolfo Negretti, politico italiano
- 6 marzo - Francesco Spirito, medico italiano († 1962)
- 7 marzo - Milton Avery, pittore statunitense († 1965)
- 7 marzo - Augusto Manzini, pittore italiano († 1961)
- 7 marzo - Ernest Miller, direttore della fotografia statunitense († 1957)
- 7 marzo - Stith Thompson, etnologo statunitense († 1975)
- 7 marzo - John Tovey, ammiraglio britannico († 1971)
- 8 marzo - Juan de Dios Filiberto, compositore e direttore d'orchestra argentino († 1964)
- 9 marzo - Ladislaus Dlabac, calciatore austriaco
- 10 marzo - Suzanne Bing, attrice, traduttrice e pedagogista francese († 1967)
- 10 marzo - Pierre-Jules Boulanger, progettista francese († 1950)
- 10 marzo - Tamara Platonovna Karsavina, ballerina russa († 1978)
- 11 marzo - Mario Albertini, nuotatore italiano († 1957)
- 11 marzo - Malcolm Campbell, pilota automobilistico britannico († 1948)
- 11 marzo - Jean Houdemon, aviatore e generale francese († 1960)
- 11 marzo - Antonio de Hoyos y Vinent, giornalista e scrittore spagnolo († 1940)
- 11 marzo - Hans Leibelt, attore tedesco († 1974)
- 11 marzo - Frederick Parks, pugile britannico († 1945)
- 12 marzo - Curio Barbasetti di Prun, generale italiano († 1953)
- 12 marzo - Ricardo de Gondra, dirigente sportivo e calciatore spagnolo († 1951)
- 12 marzo - Alfonso Camillo De Romanis, vescovo cattolico italiano († 1950)
- 13 marzo - Umberto Balestrazzi, politico e sindacalista italiano († 1970)
- 13 marzo - Ferenc Mező, poeta ungherese († 1961)
- 13 marzo - Giorgio Roletto, geografo italiano († 1967)
- 13 marzo - Lev Vladimirovič Rudnev, architetto russo († 1956)
- 13 marzo - William Stowell, attore statunitense († 1919)
- 13 marzo - Julien Du Rhéart, calciatore francese († 1963)
- 14 marzo - Maurice Delannoy, scultore, incisore e medaglista francese († 1972)
- 14 marzo - Raoul Lufbery, militare e aviatore francese († 1918)
- 15 marzo - Enrico Cavacchioli, commediografo, giornalista e poeta italiano († 1954)
- 15 marzo - Filippo D'Agostino, politico e partigiano italiano († 1944)
- 15 marzo - Leo Delaney, attore statunitense († 1920)
- 15 marzo - Lamar Johnstone, attore statunitense († 1919)
- 16 marzo - Matteo Adinolfi, avvocato e politico italiano († 1953)
- 16 marzo - Fernand Baldet, astronomo francese († 1964)
- 16 marzo - Giacomo Benvenuti, compositore italiano († 1943)
- 16 marzo - Cesare Calciati, esploratore italiano († 1929)
- 16 marzo - Sydney Chaplin, attore e regista inglese († 1965)
- 16 marzo - Luigi Garlatti Venturini, architetto italiano († 1962)
- 16 marzo - Maurice Loutreuil, pittore francese († 1925)
- 16 marzo - Alfred Wiener, storico e giornalista tedesco († 1964)
- 16 marzo - I. A. R. Wylie, scrittrice e poetessa australiana († 1959)
- 17 marzo - Ralph Rose, pesista, discobolo e martellista statunitense († 1913)
- 17 marzo - Einar Strøm, ginnasta norvegese († 1964)
- 17 marzo - Henry Taylor, nuotatore britannico († 1951)
- 18 marzo - Hans Kämpfer, calciatore svizzero († 1959)
- 19 marzo - Tod Slaughter, attore britannico († 1956)
- 19 marzo - Giuseppe Dalla Torre, giornalista italiano († 1967)
- 19 marzo - Margaret Harwood, astronoma statunitense († 1979)
- 19 marzo - Antonio Negro, sindacalista, politico e antifascista italiano († 1963)
- 19 marzo - Giuseppe Ugolini, militare italiano († 1920)
- 20 marzo - Henri Mondor, medico, scrittore e biografo francese († 1962)
- 20 marzo - Cesare Sessa, politico e partigiano italiano († 1954)
- 21 marzo - Charlie Daniels, nuotatore statunitense († 1973)
- 21 marzo - Modesto Della Porta, poeta italiano († 1938)
- 21 marzo - Roberto Melli, pittore e scultore italiano († 1958)
- 21 marzo - Canzio Pizzoni, presbitero e teologo italiano († 1969)
- 21 marzo - Pierre Renoir, attore francese († 1952)
- 21 marzo - Vladimir Bertol'dovič Vil'ner, regista russo († 1952)
- 22 marzo - Alberto Giannini, giornalista italiano († 1952)
- 22 marzo - Jens Kristian Jensen, ginnasta danese († 1956)
- 22 marzo - Adriano Lualdi, compositore, direttore d'orchestra e politico italiano († 1971)
- 22 marzo - Viktor Schneck, calciatore austriaco († 1953)
- 23 marzo - Platt Adams, altista, lunghista e triplista statunitense († 1961)
- 23 marzo - Arthur Benda, fotografo tedesco († 1969)
- 23 marzo - Roque González Garza, politico messicano († 1962)
- 23 marzo - Yves Le Prieur, militare e inventore francese († 1963)
- 23 marzo - William Martin, calciatore inglese
- 24 marzo - Giuseppe Amantea, medico e fisiologo italiano († 1966)
- 24 marzo - Arife Kadriye Sultan, principessa ottomana († 1933)
- 24 marzo - Dimitrie Cuclin, compositore, insegnante e scrittore rumeno († 1978)
- 25 marzo - Mateiu Caragiale, scrittore e poeta rumeno († 1936)
- 25 marzo - Apollonio Di Bilio, pittore italiano († 1916)
- 25 marzo - Siegfried Handloser, medico e militare tedesco († 1954)
- 25 marzo - Lydia Kyasht, ballerina russa († 1959)
- 26 marzo - Robert Blackburn, aviatore e imprenditore britannico († 1955)
- 26 marzo - Friedrich Kirchner, generale tedesco († 1960)
- 26 marzo - Archimede Mischi, generale italiano († 1970)
- 27 marzo - Casimiro Casucci, politico e antifascista italiano († 1967)
- 27 marzo - Antonio Picconi, vescovo cattolico italiano († 1952)
- 28 marzo - Marc Delmas, scrittore francese († 1931)
- 29 marzo - Dezső Kosztolányi, poeta, scrittore e giornalista ungherese († 1936)
- 30 marzo - Charles Poulenard, velocista francese († 1958)
- 31 marzo - Jules Pascin, pittore bulgaro († 1930)
- 31 marzo - Karl Fischer von Treuenfeld, generale tedesco († 1946)

## Aprile(105)
- 1º aprile - Wallace Beery, attore e regista statunitense († 1949)
- 1º aprile - Clementine Churchill, nobildonna britannica († 1977)
- 1º aprile - Enea Navarini, generale italiano († 1977)
- 2 aprile - Billy Hunter, allenatore di calcio scozzese († 1937)
- 2 aprile - Ekaterina Svanidze, georgiana († 1907)
- 2 aprile - Herman Sörgel, architetto e filosofo tedesco († 1952)
- 3 aprile - Leona Anderson, attrice statunitense († 1973)
- 3 aprile - Murray Carleton, golfista statunitense († 1959)
- 3 aprile - Allan Dwan, regista, sceneggiatore e produttore cinematografico canadese († 1981)
- 3 aprile - Bud Fisher, fumettista statunitense († 1954)
- 3 aprile - Marie-Victorin, botanico canadese († 1944)
- 3 aprile - St John Philby, esploratore, diplomatico e ornitologo britannico († 1960)
- 3 aprile - Alrik Sandberg, lottatore svedese († 1975)
- 4 aprile - Cesare Chiodi, ingegnere e urbanista italiano († 1969)
- 4 aprile - Leonardo Dudreville, pittore italiano († 1976)
- 4 aprile - Giuseppe Hess, calciatore e dirigente sportivo italiano († 1967)
- 4 aprile - Paul Mazé, missionario e arcivescovo cattolico francese († 1976)
- 4 aprile - Giorgio Mortara, economista e statistico italiano († 1967)
- 5 aprile - Drusilla Tanzi, scrittrice italiana († 1963)
- 6 aprile - Arthur Samuel Brown, calciatore inglese († 1944)
- 6 aprile - Jules Goux, pilota automobilistico francese († 1965)
- 6 aprile - Carlos Salzedo, arpista, compositore e direttore d'orchestra statunitense († 1961)
- 7 aprile - Lidija Koreneva, attrice russa († 1982)
- 7 aprile - George Kuwa, attore giapponese († 1931)
- 7 aprile - Walther Schwieger, militare tedesco († 1917)
- 8 aprile - Mario Cobianchi, aviatore italiano († 1944)
- 8 aprile - Celestino Rosatelli, ingegnere aeronautico italiano († 1945)
- 8 aprile - Alexander Rüstow, economista e sociologo tedesco († 1963)
- 8 aprile - Albert Schaff, calciatore francese († 1968)
- 8 aprile - Louis Schubart, calciatore francese († 1954)
- 9 aprile - Frederik Hulswit, pallanuotista olandese († 1932)
- 9 aprile - Gerhard von Kanitz, politico prussiano († 1949)
- 9 aprile - Wyndham Raymond Portal, I visconte Portal, politico britannico († 1949)
- 10 aprile - Christian Hansen, generale tedesco († 1972)
- 10 aprile - Paul Kühnle, calciatore tedesco († 1970)
- 11 aprile - Georges Valmier, pittore, incisore e scenografo francese († 1937)
- 12 aprile - Francisco Bru, calciatore, arbitro di calcio e allenatore di calcio spagnolo († 1962)
- 12 aprile - Robert Delaunay, pittore francese († 1941)
- 12 aprile - Hermann Hoth, generale e criminale di guerra tedesco († 1971)
- 12 aprile - Jullan Kindahl, attrice e cantante svedese († 1979)
- 12 aprile - Jacques Baumer, attore francese († 1951)
- 13 aprile - Ferdinand von Alten, attore tedesco († 1933)
- 13 aprile - Pieter Sjoerds Gerbrandy, politico olandese († 1961)
- 13 aprile - Juhan Kukk, politico e economista estone († 1942)
- 13 aprile - György Lukács, filosofo, sociologo e politologo ungherese († 1971)
- 14 aprile - Flournoy Miller, comico, attore e commediografo statunitense († 1971)
- 14 aprile - Robert Neumaier, calciatore tedesco († 1959)
- 14 aprile - Charles Paget, VI marchese di Anglesey, ufficiale inglese († 1947)
- 15 aprile - Franz Böhme, generale austriaco († 1947)
- 15 aprile - Tadeusz Kutrzeba, generale polacco († 1947)
- 15 aprile - Francesco Rismondo, patriota e militare italiano († 1915)
- 15 aprile - Albert Sharpe, attore irlandese († 1970)
- 15 aprile - Frederick Toms, canottiere canadese († 1965)
- 15 aprile - Richard Travers, attore canadese († 1935)
- 16 aprile - Leó Weiner, compositore ungherese († 1960)
- 17 aprile - Karen Blixen, scrittrice danese († 1962)
- 17 aprile - Aldo Checchini, giurista italiano († 1973)
- 17 aprile - Harald Dohrn, tedesco († 1945)
- 17 aprile - Giorgio Fano, filosofo italiano († 1963)
- 17 aprile - Ray Gallagher, attore statunitense († 1953)
- 17 aprile - Carl Goßler, canottiere tedesco († 1914)
- 17 aprile - Baptist Knieß, generale tedesco († 1956)
- 17 aprile - Lucien Letailleur, calciatore francese († 1957)
- 17 aprile - Giuseppe Mario Marsigliani, politico italiano († 1949)
- 17 aprile - Eugène Minkowski, psichiatra francese († 1972)
- 17 aprile - Toine van Renterghem, calciatore olandese († 1967)
- 17 aprile - Vladimír Roy, poeta, traduttore e pastore protestante slovacco († 1936)
- 17 aprile - Sun Chuanfang, generale e politico cinese († 1935)
- 18 aprile - Maria Di Gregorio, religiosa italiana († 1976)
- 18 aprile - Attilio Gallo Cristiani, storico, pubblicista e scrittore italiano († 1950)
- 18 aprile - Josef Mastalka, calciatore austriaco († 1953)
- 18 aprile - Hermann Müller, marciatore, maratoneta e mezzofondista tedesco († 1947)
- 18 aprile - Hans Rose, ufficiale tedesco († 1969)
- 19 aprile - Robert Collier, saggista statunitense († 1950)
- 19 aprile - Leonida Tonelli, matematico italiano († 1946)
- 20 aprile - Edmond Bernhardt, nuotatore, pentatleta e tiratore a segno austriaco († 1976)
- 20 aprile - James Donahue, multiplista statunitense († 1966)
- 20 aprile - Pietro Zaglio, generale italiano († 1961)
- 21 aprile - Harry Hampton, calciatore e allenatore di calcio inglese († 1963)
- 21 aprile - Constance Knox, nobildonna inglese († 1964)
- 22 aprile - John Russell, scrittore e sceneggiatore statunitense († 1956)
- 22 aprile - Maria Teohari, astronoma e insegnante rumena († 1975)
- 23 aprile - Erich Schönfelder, regista, attore e sceneggiatore tedesco († 1933)
- 24 aprile - Erna Morena, attrice tedesca († 1962)
- 24 aprile - Alfredo Polledro, traduttore, giornalista e attivista italiano († 1961)
- 24 aprile - Con Walsh, martellista canadese († 1961)
- 25 aprile - Peter Marius Andersen, calciatore danese († 1972)
- 25 aprile - Lionello Venturi, critico d'arte e storico dell'arte italiano († 1961)
- 26 aprile - Marcello Bertinetti, schermidore e arbitro di calcio italiano († 1967)
- 26 aprile - Carl Einstein, storico dell'arte, scrittore e critico d'arte tedesco († 1940)
- 26 aprile - Wilhelm Eipeldauer, calciatore austriaco († 1949)
- 26 aprile - Giovanni Favoino di Giura, avvocato, giornalista e scrittore italiano († 1967)
- 26 aprile - Camilla Marazzi, pittrice italiana († 1911)
- 27 aprile - Leslie Godfree, tennista britannico († 1971)
- 27 aprile - Alphonse Lauwers, ciclista su strada e pistard belga († 1964)
- 27 aprile - Auguste Petigat, presbitero, giornalista e attivista italiano († 1958)
- 29 aprile - Claude Allen, astista statunitense († 1979)
- 29 aprile - Frank Fletcher, ammiraglio statunitense († 1973)
- 29 aprile - Felicjan Kępiński, astronomo polacco († 1966)
- 29 aprile - Egon Kisch, scrittore e giornalista austriaco († 1948)
- 29 aprile - Giorgio Pasquali, filologo classico e grammatico italiano († 1952)
- 29 aprile - Harry Pilcer, attore, danzatore e coreografo statunitense († 1961)
- 29 aprile - Domenico Rame, attore teatrale italiano († 1948)
- 30 aprile - Rino Alessi, giornalista, scrittore e saggista italiano († 1970)
- 30 aprile - Luigi Russolo, compositore, pittore e inventore italiano († 1947)

## Maggio(91)
- 1º maggio - Albert Victor Alexander, I conte Alexander di Hillsborough, politico inglese († 1965)
- 1º maggio - Guido Calori, scultore e ceramista italiano († 1960)
- 1º maggio - Károly Levitzky, canottiere ungherese († 1978)
- 1º maggio - Walter Lichel, generale tedesco († 1969)
- 1º maggio - Clément Pansaers, scrittore belga († 1922)
- 1º maggio - Knut Torell, ginnasta svedese († 1966)
- 2 maggio - Hedda Hopper, attrice e giornalista statunitense († 1966)
- 2 maggio - Nikolaj Vasil'evič Krylenko, giurista sovietico († 1938)
- 2 maggio - Mauro Picone, matematico italiano († 1977)
- 3 maggio - Ademaro Biano, calciatore italiano († 1917)
- 3 maggio - Cesare Brambilla, ciclista su strada italiano († 1954)
- 3 maggio - Denison Clift, sceneggiatore e regista statunitense († 1961)
- 3 maggio - Jean De Fernex, calciatore italiano († 1936)
- 3 maggio - Ida Pellegrini, italiana († 1968)
- 3 maggio - Max Volmer, chimico e fisico tedesco († 1965)
- 4 maggio - Américo Castro, filologo, storico e critico letterario spagnolo († 1972)
- 4 maggio - Leo Sirota, pianista russo († 1965)
- 5 maggio - Agustín Barrios, chitarrista e compositore paraguaiano († 1944)
- 5 maggio - Albert Pettersson, sollevatore svedese († 1960)
- 6 maggio - Yaeko Nogami, scrittrice giapponese († 1985)
- 6 maggio - Herman Wirth, filologo olandese († 1981)
- 7 maggio - Raffaele Balsamo, cantante italiano († 1946)
- 7 maggio - Yvon Delbos, politico francese († 1956)
- 7 maggio - Gabby Hayes, attore statunitense († 1969)
- 7 maggio - Juan Antonio Iribarren, politico cileno († 1968)
- 8 maggio - Charles Dullin, attore e regista teatrale francese († 1949)
- 8 maggio - Pietro Zanfrognini, poeta, filosofo e pittore italiano († 1942)
- 9 maggio - Filippo Orsatti, ingegnere e politico italiano († 1972)
- 9 maggio - Johan Rühl, pallanuotista olandese († 1972)
- 9 maggio - Max Tobias, calciatore belga
- 9 maggio - Gianni Vella, pittore maltese († 1977)
- 10 maggio - Giulio Crimi, tenore italiano († 1939)
- 10 maggio - Mae Murray, attrice, ballerina e sceneggiatrice statunitense († 1965)
- 10 maggio - Fritz von Unruh, scrittore e drammaturgo tedesco († 1970)
- 11 maggio - Raymond Gigot, calciatore francese († 1915)
- 11 maggio - King Oliver, compositore e direttore d'orchestra statunitense († 1938)
- 11 maggio - Albert Parker, regista, sceneggiatore e attore statunitense († 1974)
- 11 maggio - Gaspar Vianna, medico brasiliano († 1914)
- 12 maggio - Georges Bilot, calciatore francese († 1964)
- 12 maggio - Saneatsu Mushanokōji, scrittore giapponese († 1976)
- 12 maggio - Mario Sironi, pittore italiano († 1961)
- 13 maggio - Michael Gonzi, arcivescovo cattolico maltese († 1984)
- 14 maggio - Otto Klemperer, direttore d'orchestra e compositore tedesco († 1973)
- 15 maggio - Maurice Roche, IV barone Fermoy, politico irlandese († 1955)
- 15 maggio - Rudolf Fickeisen, canottiere tedesco († 1944)
- 15 maggio - Marian Kukiel, storico e generale polacco († 1972)
- 16 maggio - Aage Berntsen, schermidore danese († 1952)
- 16 maggio - Gino Sirola, politico italiano († 1945)
- 16 maggio - Giuseppe Tommasi, chimico italiano († 1944)
- 17 maggio - Gene Gauntier, attrice cinematografica e sceneggiatrice statunitense († 1966)
- 17 maggio - Zdeněk Richter, calciatore boemo
- 17 maggio - Maximilian Wancura, calciatore austriaco († 1965)
- 17 maggio - Frederic Zelnik, regista, attore e produttore cinematografico tedesco († 1950)
- 18 maggio - Mercedes Brignone, attrice italiana († 1967)
- 18 maggio - Pasquale Improta, politico, imprenditore e avvocato italiano († 1957)
- 18 maggio - Kurt Löwenstein, politico e pedagogista tedesco († 1939)
- 18 maggio - Rina e Ida Nigrisoli, educatrice e pedagogista italiana († 1965)
- 19 maggio - Paul Bildt, attore tedesco († 1957)
- 19 maggio - José Maria Cuenco, arcivescovo cattolico filippino († 1972)
- 19 maggio - Bjørn Rasmussen, calciatore danese († 1962)
- 20 maggio - Faysal I d'Iraq, re († 1933)
- 20 maggio - Alexander Löhr, generale austriaco († 1947)
- 21 maggio - Gustavo Carrer, calciatore e allenatore di calcio italiano († 1968)
- 21 maggio - O.A.C. Lund, regista, sceneggiatore e attore svedese († 1963)
- 21 maggio - Sofia di Schönburg-Waldenburg, principessa († 1936)
- 22 maggio - Maurice Bardonneau, ciclista su strada e pistard francese († 1958)
- 22 maggio - Giacomo Matteotti, politico, giornalista e antifascista italiano († 1924)
- 22 maggio - Leopold Richter, calciatore tedesco († 1941)
- 22 maggio - Soemu Toyoda, ammiraglio giapponese († 1957)
- 22 maggio - Alphonsus Verwimp, missionario e vescovo cattolico belga († 1964)
- 24 maggio - Susan Sutherland Isaacs, psicoanalista e pedagogista britannica († 1948)
- 25 maggio - Guy Newall, regista, sceneggiatore e attore britannico († 1937)
- 26 maggio - Gaston Baty, regista teatrale, commediografo e saggista francese († 1952)
- 26 maggio - Maurice Dekobra, scrittore francese († 1973)
- 26 maggio - Chester A. Lyons, direttore della fotografia statunitense († 1936)
- 26 maggio - George de Cuevas, mecenate cileno († 1961)
- 26 maggio - Roland Weitzenböck, matematico austriaco († 1955)
- 27 maggio - Augusto Silvestri, violinista e direttore d'orchestra italiano († 1969)
- 27 maggio - Richmond Turner, ammiraglio statunitense († 1961)
- 27 maggio - Zbigniew Pronaszko, pittore polacco († 1958)
- 28 maggio - Hellmuth Felmy, militare tedesco († 1965)
- 28 maggio - Jules Pirard, ginnasta francese († 1962)
- 28 maggio - Piet Zwart, designer olandese († 1977)
- 29 maggio - Erwin Finlay-Freundlich, astronomo tedesco († 1964)
- 30 maggio - Emilio Albertario, giurista e storico italiano († 1948)
- 30 maggio - Karl Behr, tennista statunitense († 1949)
- 30 maggio - Ernest Guéguen, calciatore francese († 1915)
- 30 maggio - Ethel Muckelt, pattinatrice artistica su ghiaccio britannica († 1953)
- 30 maggio - Luigi Pareti, storico e archeologo italiano († 1962)
- 31 maggio - Alois Hudal, vescovo cattolico austriaco († 1963)
- 31 maggio - Ugo Lancia, scacchista italiano († 1960)

## Giugno(91)
- 1º giugno - Alfredo Di Cocco, militare italiano († 1917)
- 1º giugno - Jack Diment, calciatore scozzese († 1978)
- 1º giugno - Giulio Lorenzetti, scrittore e critico d'arte italiano († 1951)
- 1º giugno - Alessandro Tonini, ingegnere italiano († 1932)
- 1º giugno - Ernesto Troiano, ingegnere e politico italiano († 1977)
- 2 giugno - Hans Gerhard Creutzfeldt, neurologo tedesco († 1964)
- 2 giugno - Luigi Venzano, scultore italiano († 1962)
- 2 giugno - Shōzaburō Watanabe, editore giapponese († 1962)
- 3 giugno - Salvatore Cherubino, matematico italiano († 1970)
- 3 giugno - Jakov Michajlovič Sverdlov, politico sovietico († 1919)
- 4 giugno - Giovanni Gerbi, ciclista su strada italiano († 1954)
- 4 giugno - Arturo Rawson Corvalan, generale e politico argentino († 1952)
- 5 giugno - Warder Clyde Allee, zoologo e ecologo statunitense († 1955)
- 5 giugno - Chōsin Chibana, artista marziale giapponese († 1969)
- 5 giugno - Cyril Holland, britannico († 1915)
- 5 giugno - Georges Mandel, giornalista e politico francese († 1944)
- 5 giugno - Edward Tritschler, ginnasta e multiplista statunitense († 1963)
- 6 giugno - Agilulfo Caramia, politico e avvocato italiano († 1962)
- 6 giugno - Roy Fedden, ingegnere britannico († 1973)
- 6 giugno - Ryūshi Kawabata, pittore giapponese († 1966)
- 6 giugno - A'Lelia Walker, imprenditrice statunitense († 1931)
- 8 giugno - Karl Genzken, generale tedesco († 1957)
- 9 giugno - Harry Gribbon, attore statunitense († 1961)
- 9 giugno - John Edensor Littlewood, matematico britannico († 1977)
- 9 giugno - Cesare Mainella, pittore italiano († 1975)
- 9 giugno - Primo Tapia de la Cruz, sindacalista e anarchico messicano († 1926)
- 10 giugno - James Usilton, allenatore di pallacanestro statunitense († 1939)
- 11 giugno - Frank Fredrickson, hockeista su ghiaccio e allenatore di hockey su ghiaccio canadese († 1979)
- 11 giugno - Giacomo Lacerenza, compositore, direttore di banda e trombettista italiano († 1952)
- 11 giugno - Francesco Verri, pistard italiano († 1945)
- 12 giugno - Frank Ferera, cantante statunitense († 1951)
- 12 giugno - Nick Gentile, mafioso italiano († 1966)
- 13 giugno - Collier Cudmore, canottiere britannico († 1971)
- 13 giugno - Erik Algot Fredriksson, tiratore di fune svedese († 1930)
- 13 giugno - Roland Morillot, marinaio e militare francese († 1915)
- 14 giugno - Livio Cambi, chimico italiano († 1968)
- 14 giugno - Percy Hobart, generale britannico († 1957)
- 14 giugno - William Platt, generale inglese († 1975)
- 15 giugno - Malvina Hoffman, scultrice statunitense († 1966)
- 15 giugno - Roland Dorgelès, scrittore e giornalista francese († 1973)
- 16 giugno - Lilly Reich, designer tedesca († 1947)
- 17 giugno - Gaetano Emanuel Calì, compositore, direttore d'orchestra e direttore di banda italiano († 1936)
- 17 giugno - Dale Fuller, attrice statunitense († 1948)
- 17 giugno - Domenico Galli, calciatore italiano
- 17 giugno - Robert Lowe, calciatore austriaco († 1928)
- 18 giugno - Ernie Adams, attore statunitense († 1947)
- 18 giugno - Emmanuel Gounot, giurista francese († 1960)
- 19 giugno - Stevan Hristić, compositore serbo († 1958)
- 19 giugno - Adela Pankhurst, attivista britannica († 1961)
- 19 giugno - Vincenzo Scaramuzza, pianista, compositore e insegnante italiano († 1968)
- 20 giugno - Frank Lukeman, multiplista e velocista canadese († 1946)
- 20 giugno - Alan Riverstone McCulloch, ittiologo australiano († 1925)
- 21 giugno - Paolo Berardi, generale italiano († 1953)
- 21 giugno - Giulio Bonnard, compositore italiano († 1972)
- 21 giugno - Gino Gasperini, magistrato e politico italiano († 1961)
- 21 giugno - Janusz Jędrzejewicz, politico polacco († 1951)
- 21 giugno - Heino Kaski, compositore e pianista finlandese († 1957)
- 21 giugno - Egidio Luigi Lanzo, vescovo cattolico italiano († 1973)
- 22 giugno - James Maxton, politico britannico († 1946)
- 22 giugno - Guido Russo Perez, politico italiano († 1971)
- 22 giugno - Camille Valentin Stappers, missionario e vescovo cattolico belga († 1964)
- 22 giugno - Milan Vidmar, scacchista e ingegnere jugoslavo († 1962)
- 23 giugno - Ernesto Codignola, pedagogista e filosofo italiano († 1965)
- 23 giugno - Tommaso Costantino, schermidore italiano († 1950)
- 23 giugno - Joseph Delvecchio, calciatore francese († 1971)
- 23 giugno - John Fenning, canottiere britannico († 1955)
- 23 giugno - R. Nataraja Mudaliar, regista, produttore cinematografico e montatore indiano († 1972)
- 23 giugno - Taddeo Orlando, generale e politico italiano († 1950)
- 23 giugno - Yves Urvoy de Portzamparc, ammiraglio francese († 1965)
- 24 giugno - Hugues Laurent, scenografo francese († 1990)
- 24 giugno - Bogumiła Noiszewska, religiosa polacca († 1942)
- 24 giugno - Aleksandr Jakovlevič Tairov, attore teatrale, regista teatrale e critico teatrale russo († 1950)
- 25 giugno - Giacomo Rosso, vescovo cattolico italiano († 1957)
- 26 giugno - Carlo Artuffo, attore italiano († 1958)
- 26 giugno - Frieda Hempel, soprano tedesco († 1955)
- 26 giugno - Eugène Nicolaï, calciatore francese († 1958)
- 27 giugno - Arthur Lismer, pittore britannico († 1969)
- 27 giugno - Guilhermina Suggia, violoncellista portoghese († 1950)
- 27 giugno - H. M. Walker, sceneggiatore statunitense († 1937)
- 28 giugno - Giuseppe Mulè, compositore e direttore d'orchestra italiano († 1951)
- 28 giugno - Virgilio Verdaro, politico svizzero († 1960)
- 28 giugno - Berthold Viertel, scrittore, drammaturgo e regista austriaco († 1953)
- 29 giugno - Camille Clifford, attrice teatrale e modella belga († 1971)
- 29 giugno - André Gailhard, compositore francese († 1966)
- 29 giugno - Izidor Kürschner, calciatore e allenatore di calcio ungherese († 1941)
- 29 giugno - Andrew Tombes, attore statunitense († 1976)
- 30 giugno - Massimo Cartasegna, mezzofondista, siepista e arbitro di calcio italiano († 1963)
- 30 giugno - Olive Kelso King, avventuriera australiana († 1958)
- 30 giugno - Gustav Krojer, calciatore austriaco († 1945)
- 30 giugno - Viktor Schauberger, naturalista e scienziato austriaco († 1958)
- 30 giugno - Heinrich Schomburgk, tennista tedesco († 1965)

## Luglio(85)
- 1º luglio - Dorothea Mackellar, poetessa e scrittrice australiana († 1968)
- 1º luglio - Giovanni Minzoni, presbitero italiano († 1923)
- 2 luglio - Émile Henriot, chimico francese († 1961)
- 2 luglio - Azzo Passalacqua, generale italiano († 1967)
- 2 luglio - Ugolino Vivaldi Pasqua, aviatore italiano († 1910)
- 3 luglio - Grete Freund, cantante e attrice austriaca († 1982)
- 4 luglio - Carlo Benetti, attore e produttore cinematografico italiano († 1949)
- 4 luglio - Henry Bucknall, canottiere britannico († 1962)
- 4 luglio - Sergej Aleksandrovič Goleniščev-Kutuzov, ufficiale russo († 1950)
- 5 luglio - Mario Arisio, generale italiano († 1950)
- 5 luglio - Vincenzo Fasolo, architetto, ingegnere e storico dell'architettura italiano († 1969)
- 5 luglio - Blas Infante, politico e scrittore spagnolo († 1936)
- 5 luglio - André Lhote, pittore francese († 1962)
- 6 luglio - Ernst Busch, generale tedesco († 1945)
- 6 luglio - Doyle E. Carlton, politico statunitense († 1972)
- 6 luglio - Karel Hartmann, hockeista su ghiaccio ceco († 1944)
- 8 luglio - Ernst Bloch, scrittore e filosofo tedesco († 1977)
- 8 luglio - Hugo Boss, stilista tedesco († 1948)
- 8 luglio - Benoît Falchetto, pilota automobilistico francese († 1967)
- 8 luglio - Luigi Grosso, generale italiano († 1960)
- 8 luglio - Julius Jaenzon, direttore della fotografia svedese († 1961)
- 8 luglio - Paul Leni, regista e scenografo tedesco († 1929)
- 9 luglio - Tor Andræ, storico delle religioni e orientalista svedese († 1947)
- 9 luglio - Reginald Engelbach, egittologo e archeologo britannico († 1946)
- 9 luglio - Hesperia, attrice cinematografica italiana († 1959)
- 9 luglio - Richard Lund, attore svedese († 1960)
- 9 luglio - Luo Meizhen, centenaria cinese († 2013)
- 9 luglio - Giuseppe Perna, ciclista su strada italiano
- 9 luglio - Felicjan Sławoj Składkowski, medico, generale e politico polacco († 1962)
- 9 luglio - Caius Welcker, calciatore olandese († 1939)
- 10 luglio - Angelo Ficarra, arcivescovo cattolico italiano († 1959)
- 10 luglio - Elvira Giallanella, regista cinematografica e produttrice cinematografica italiana († 1965)
- 10 luglio - Gail Kane, attrice statunitense († 1966)
- 10 luglio - Mary O'Hara, scrittrice e sceneggiatrice statunitense († 1980)
- 10 luglio - Francisco Olazar, allenatore di calcio e calciatore argentino († 1958)
- 10 luglio - Francesco Rotundi, ammiraglio italiano († 1945)
- 11 luglio - Pietro Grammatico, politico italiano († 1967)
- 11 luglio - Roger de La Fresnaye, pittore francese († 1925)
- 11 luglio - Guido Moda, allenatore di calcio, arbitro di calcio e calciatore italiano († 1957)
- 11 luglio - Pietro Romani, politico italiano († 1973)
- 11 luglio - Angelo Virgilio Vavassori, scultore italiano († 1961)
- 12 luglio - Niels Petersen, ginnasta danese († 1961)
- 13 luglio - George Jobey, calciatore e allenatore di calcio inglese († 1962)
- 14 luglio - Maurice Athanase Le Luc, ammiraglio francese († 1964)
- 14 luglio - Tom Kennedy, attore statunitense († 1965)
- 14 luglio - Sisavang Vong, re laotiano († 1959)
- 15 luglio - Alessandro Bartolomei, politico, chirurgo e militare italiano
- 15 luglio - Antonio Cazzaniga, medico italiano († 1973)
- 15 luglio - Philip Filleul, canottiere britannico († 1974)
- 15 luglio - Josef Frank, architetto austriaco († 1967)
- 15 luglio - Leonardo Olschki, filologo italiano († 1961)
- 15 luglio - Francesco Perri, scrittore e giornalista italiano († 1974)
- 15 luglio - Francis Pierlot, attore statunitense († 1955)
- 15 luglio - Arthur Zborzil, tennista austriaco († 1937)
- 16 luglio - Carl Jonsson, tiratore di fune svedese († 1966)
- 17 luglio - Bror Brenner, velista finlandese († 1923)
- 17 luglio - Bianca Virginia Camagni, regista, attrice e produttrice cinematografica italiana († 1960)
- 17 luglio - Walter Lewis, canottiere canadese († 1956)
- 18 luglio - Giovanni Carrara, politico italiano († 1965)
- 18 luglio - Marino Moretti, poeta, romanziere e drammaturgo italiano († 1979)
- 18 luglio - Carlo Vallini, poeta e drammaturgo italiano († 1920)
- 18 luglio - Henri de Ziégler, filologo, romanziere e letterato svizzero († 1970)
- 19 luglio - Aristides de Sousa Mendes, diplomatico portoghese († 1954)
- 20 luglio - Michitarō Komatsubara, generale giapponese († 1940)
- 21 luglio - Károly Dietz, calciatore e allenatore di calcio ungherese († 1969)
- 21 luglio - Jacques Feyder, regista, sceneggiatore e attore belga († 1948)
- 22 luglio - Salvatore Giuliano, militare italiano († 1938)
- 22 luglio - Henry Goldsmith, canottiere britannico († 1915)
- 23 luglio - Mario Tosatto, pittore, scultore e architetto italiano († 1913)
- 24 luglio - Pietro Gallinotti, liutaio italiano († 1979)
- 24 luglio - Paul von Hase, generale tedesco († 1944)
- 24 luglio - Vittorio Sogno, generale e agente segreto italiano († 1971)
- 25 luglio - Carl Platou, politico norvegese († 1956)
- 25 luglio - Carlo Gallardi, militare italiano († 1917)
- 25 luglio - Benito Lynch, scrittore argentino († 1952)
- 25 luglio - Pietro Melandri, ceramista, pittore e decoratore italiano († 1976)
- 25 luglio - Bernhard Peyer, paleontologo svizzero († 1963)
- 25 luglio - Paul Raynal, drammaturgo francese († 1971)
- 26 luglio - André Maurois, romanziere, saggista e storico francese († 1967)
- 29 luglio - Theda Bara, attrice statunitense († 1955)
- 29 luglio - Sigurd Lewerentz, architetto svedese († 1975)
- 29 luglio - Emil Artur Longen, regista, drammaturgo e pittore ceco († 1936)
- 30 luglio - Russell van Horn, pugile statunitense († 1970)
- 31 luglio - Aristide Baracchi, baritono italiano († 1964)
- 31 luglio - Luigi Serventi, attore e regista italiano († 1976)

## Agosto(79)
- 1º agosto - George Charles de Hevesy, chimico ungherese († 1966)
- 2 agosto - Cezaria Anna Baudouin de Courtenay Ehrenkreutz-Jędrzejewiczowa, scienziata, storica dell'arte e antropologa polacca († 1967)
- 2 agosto - Friedrich Bollinger, calciatore svizzero († 1945)
- 2 agosto - Clarence Bruce, III barone Aberdare, nobile e ufficiale inglese († 1957)
- 3 agosto - Annibale Pizzarelli, musicista e direttore di coro italiano († 1973)
- 4 agosto - George Cortlever, nuotatore e pallanuotista olandese († 1972)
- 4 agosto - Giovanni Domenico Serra, glottologo italiano († 1958)
- 5 agosto - Edward Chiera, archeologo italiano († 1933)
- 5 agosto - José Domingues dos Santos, politico e giurista portoghese († 1958)
- 6 agosto - Palmer Bowman, attore statunitense († 1933)
- 6 agosto - Harry O. Hoyt, sceneggiatore e regista statunitense († 1961)
- 6 agosto - Antonio Rizzo, generale italiano († 1951)
- 7 agosto - Renato Brozzi, scultore, incisore e orafo italiano († 1963)
- 7 agosto - Vittore Frigerio, giornalista e scrittore svizzero († 1961)
- 7 agosto - Gordon Harker, attore britannico († 1967)
- 8 agosto - Karl August Luther, velocista svedese († 1962)
- 8 agosto - Gaetano Miolato, pittore italiano († 1965)
- 8 agosto - Edmund Moeller, scultore tedesco († 1958)
- 9 agosto - Manuel Castro González, allenatore di calcio spagnolo († 1944)
- 9 agosto - Pietro Frosini, fisarmonicista e compositore italiano († 1951)
- 9 agosto - Hans Lachmann-Mosse, editore tedesco († 1944)
- 9 agosto - Eustachio Paolo Lamanna, filosofo e storico della filosofia italiano († 1967)
- 10 agosto - George Hilsdon, calciatore britannico († 1941)
- 10 agosto - Frank Ludlow, ufficiale e naturalista britannico († 1972)
- 11 agosto - Stephen Butterworth, fisico britannico († 1958)
- 11 agosto - Sofija Jakovlevna Parnok, poetessa e traduttrice russa († 1933)
- 12 agosto - Jean Cabannes, fisico francese († 1959)
- 12 agosto - Virginio Gayda, giornalista e saggista italiano († 1944)
- 12 agosto - Stanley Logan, attore, regista e sceneggiatore britannico († 1953)
- 13 agosto - Stanley Bacon, lottatore britannico († 1952)
- 14 agosto - Paolo Bernard, cantante e attore italiano († 1961)
- 14 agosto - Charlie Gunn, marciatore britannico († 1983)
- 14 agosto - Marjorie Hayward, violinista e insegnante inglese († 1953)
- 14 agosto - Giovanni Padula, imprenditore italiano († 1963)
- 15 agosto - Edna Ferber, scrittrice, drammaturga e giornalista statunitense († 1968)
- 15 agosto - František Jirásek, calciatore boemo († 1941)
- 16 agosto - Carmen Melis, soprano italiano († 1967)
- 16 agosto - Harold Simpkins, golfista statunitense († 1935)
- 17 agosto - Tim Ahearne, triplista britannico († 1968)
- 17 agosto - Arnaldo Boscolo, commediografo italiano († 1963)
- 17 agosto - Kurt Hiller, scrittore, giornalista e pacifista tedesco († 1972)
- 19 agosto - Betsie ten Boom, partigiana olandese († 1944)
- 20 agosto - Dino Campana, poeta italiano († 1932)
- 20 agosto - Roberto Cessi, storico e politico italiano († 1969)
- 20 agosto - Geremia Lunardelli, imprenditore italiano († 1962)
- 21 agosto - Hans Dreier, scenografo tedesco († 1966)
- 21 agosto - Émile Mireaux, politico, economista e politologo francese († 1969)
- 21 agosto - Nion Tucker, bobbista statunitense († 1950)
- 21 agosto - Gerald Wellesley, VII duca di Wellington, nobile, militare e diplomatico inglese († 1972)
- 22 agosto - Thomas Joseph Cooke, calciatore statunitense († 1964)
- 22 agosto - Ubaldo Magnavacca, pittore, incisore e scultore italiano († 1957)
- 22 agosto - István Somodi, altista e lunghista ungherese († 1963)
- 23 agosto - Ignazio Balla, giornalista, scrittore e traduttore ungherese († 1976)
- 23 agosto - Henry Tizard, scienziato britannico († 1959)
- 24 agosto - Elizabeth Lee Hazen, fisiologa e microbiologa statunitense († 1975)
- 24 agosto - James Irving Miller, giornalista statunitense († 1963)
- 25 agosto - Ottavio Bollea, generale italiano († 1954)
- 25 agosto - Georg Wilhelm Pabst, regista, sceneggiatore e produttore cinematografico austriaco († 1967)
- 25 agosto - Friedrich Wilhelm Sander, ingegnere e imprenditore tedesco († 1938)
- 25 agosto - Guido Ucelli, ingegnere, dirigente d'azienda e mecenate italiano († 1964)
- 26 agosto - Fernand de Brinon, politico, giornalista e avvocato francese († 1947)
- 26 agosto - Gilbert La Lasseur de Ranzay, aviatore francese († 1912)
- 26 agosto - Jules Romains, scrittore francese († 1972)
- 27 agosto - Adrien Filez, calciatore francese († 1965)
- 27 agosto - Lina Poletti, scrittrice italiana († 1971)
- 27 agosto - Arnold Pressburger, produttore cinematografico ungherese († 1951)
- 27 agosto - Camillo Ruggera, militare austro-ungarico († 1947)
- 28 agosto - Alice Zeppilli, soprano italiana († 1969)
- 29 agosto - Sverre Blix, calciatore norvegese († 1967)
- 29 agosto - José Imbelloni, antropologo, etnologo e paleontologo italiano († 1967)
- 29 agosto - Ingar Nielsen, velista norvegese († 1963)
- 29 agosto - Ugo Sivocci, pilota automobilistico italiano († 1923)
- 29 agosto - Victor Vina, attore francese († 1961)
- 30 agosto - Lucien Chopard, entomologo francese († 1971)
- 30 agosto - Nils von Kantzow, ginnasta svedese († 1967)
- 30 agosto - Aleksandr Gavrilovič Šljapnikov, rivoluzionario e politico russo († 1937)
- 31 agosto - Luigi Bianchi, avvocato, dirigente sportivo e calciatore italiano († 1976)
- 31 agosto - DuBose Heyward, scrittore e commediografo statunitense († 1940)
- 31 agosto - Harold Kitching, canottiere britannico († 1980)

## Settembre(96)
- 1º settembre - Allan Forrest, attore statunitense († 1941)
- 1º settembre - Hermann Grapow, egittologo tedesco († 1967)
- 2 settembre - Mario Girotti, generale italiano († 1957)
- 2 settembre - Vijayaraji, principe indiano († 1948)
- 3 settembre - Juan Artola, calciatore spagnolo († 1937)
- 3 settembre - Gustavo Lombardo, produttore cinematografico italiano († 1951)
- 3 settembre - Guido Pusinich, scrittore e poeta italiano († 1969)
- 4 settembre - Antonio Bacci, cardinale, arcivescovo cattolico e latinista italiano († 1971)
- 4 settembre - Adelmo Niccolai, politico e avvocato italiano († 1948)
- 4 settembre - Vinçenc Prennushi, arcivescovo cattolico e beato albanese († 1949)
- 5 settembre - Désiré Defauw, violinista, direttore d'orchestra e compositore belga († 1960)
- 5 settembre - René Grousset, storico e orientalista francese († 1952)
- 5 settembre - Arline Pretty, attrice statunitense († 1978)
- 6 settembre - Franz Theodor Csokor, commediografo e scrittore austriaco († 1969)
- 6 settembre - Otto Kruger, attore statunitense († 1974)
- 6 settembre - Dimitrios Loundras, ginnasta greco († 1970)
- 7 settembre - Eleonore Baur, infermiera tedesca († 1981)
- 7 settembre - Franz Eichhorst, pittore e incisore tedesco († 1948)
- 7 settembre - Erminio Rovida, generale italiano († 1970)
- 7 settembre - Filippo Vassalli, giurista italiano († 1955)
- 7 settembre - Elinor Wylie, poetessa e scrittrice statunitense († 1928)
- 7 settembre - Jan Josef Švagr, architetto ceco († 1969)
- 9 settembre - Romà Forns, allenatore di calcio e calciatore spagnolo († 1942)
- 9 settembre - Paul Henckels, attore tedesco († 1967)
- 9 settembre - Andrew Jack, fisico e esploratore australiano († 1966)
- 9 settembre - Clare Consuelo Sheridan, scultrice, scrittrice e giornalista inglese († 1970)
- 9 settembre - Corrado Tumiati, medico, scrittore e giornalista italiano († 1967)
- 10 settembre - Carmine Gallone, regista italiano († 1973)
- 10 settembre - Johannes de Jong, cardinale e arcivescovo cattolico olandese († 1955)
- 10 settembre - Dora Pejačević, compositrice croata († 1923)
- 10 settembre - Albert Shepherd, calciatore inglese († 1929)
- 10 settembre - Carl Van Doren, scrittore e critico letterario statunitense († 1950)
- 11 settembre - David Herbert Lawrence, scrittore, poeta e drammaturgo britannico († 1930)
- 11 settembre - Giuseppe Maldarelli, disegnatore e pittore italiano († 1958)
- 11 settembre - Julian C. Smith, generale statunitense († 1975)
- 11 settembre - Herbert Stothart, compositore statunitense († 1949)
- 12 settembre - Francisco Azorín, architetto e politico spagnolo († 1975)
- 12 settembre - Heinrich Hoffmann, fotografo e politico tedesco († 1957)
- 13 settembre - John Beazley, archeologo britannico († 1970)
- 13 settembre - Alain LeRoy Locke, scrittore, docente e filosofo statunitense († 1954)
- 13 settembre - Luigi Mazzarello, presbitero italiano († 1959)
- 13 settembre - Gino Pestelli, giornalista e pubblicitario italiano († 1965)
- 14 settembre - Vittorio Gui, direttore d'orchestra e compositore italiano († 1975)
- 14 settembre - Ludwig Hilberseimer, architetto e urbanista tedesco († 1967)
- 14 settembre - Carl de Vogt, attore e cantante tedesco († 1970)
- 15 settembre - Marcel Allain, scrittore francese († 1969)
- 15 settembre - Mario Battistini, storico e storico della scienza italiano († 1953)
- 15 settembre - Grete Beier, assassina tedesca († 1908)
- 15 settembre - Giuseppe Menotti De Francesco, giurista e politico italiano († 1978)
- 15 settembre - Luigi Mascagni, politico e antifascista italiano († 1945)
- 15 settembre - Arturo Onofri, poeta e scrittore italiano († 1928)
- 15 settembre - Rómulo D. Carbia, storico argentino († 1944)
- 15 settembre - Ina Seidel, poetessa e scrittrice tedesca († 1974)
- 15 settembre - Giuseppe Tetamo, poeta e scrittore italiano († 1941)
- 15 settembre - Ja'far al-'Askari, militare e politico iracheno († 1936)
- 16 settembre - Battista Bardanzellu, avvocato, giurista e politico italiano († 1956)
- 16 settembre - Johann Frint, aviatore austro-ungarico († 1918)
- 16 settembre - Karen Horney, psichiatra e psicoanalista tedesca († 1952)
- 16 settembre - Émile Lesieur, sportivo francese († 1985)
- 17 settembre - George Cleveland, attore canadese († 1957)
- 17 settembre - Josef Escher, avvocato e politico svizzero († 1954)
- 17 settembre - Aleksandr Konovalov, politico e imprenditore russo († 1949)
- 18 settembre - Michal Buzalka, vescovo cattolico slovacco († 1961)
- 18 settembre - Üzeyir Hacıbəyov, compositore, direttore d'orchestra e musicologo azero († 1948)
- 18 settembre - Viktor Smeds, ginnasta e dirigente sportivo finlandese († 1957)
- 19 settembre - George Barlow, calciatore inglese († 1921)
- 19 settembre - Giulio Cotronei, biologo italiano († 1962)
- 19 settembre - Secondo Giorni, pubblicista e operaio italiano
- 19 settembre - József Keresztessy, ginnasta ungherese († 1962)
- 19 settembre - Raoul Villain, criminale e attivista francese († 1936)
- 20 settembre - Éva Gauthier, mezzosoprano e cantante canadese († 1958)
- 20 settembre - Guido Lospinoso, poliziotto e diplomatico italiano († 1973)
- 20 settembre - Enrico Mizzi, politico maltese († 1950)
- 20 settembre - Mario Palanti, architetto italiano († 1978)
- 21 settembre - Henri Béraud, scrittore e giornalista francese († 1958)
- 21 settembre - Thomas de Hartmann, pianista e compositore russo († 1956)
- 21 settembre - Wyndham Knatchbull-Hugessen, III barone Brabourne, zoologo e militare britannico († 1915)
- 22 settembre - Gunnar Asplund, architetto svedese († 1940)
- 22 settembre - Ben Chifley, politico australiano († 1951)
- 22 settembre - Erich von Stroheim, attore, regista e sceneggiatore austriaco († 1957)
- 23 settembre - Filippo Figari, pittore italiano († 1973)
- 23 settembre - Robert Liottel, schermidore francese († 1968)
- 23 settembre - Charles Henry O'Donoghue, zoologo britannico († 1961)
- 24 settembre - Pietro Fassi, pittore italiano († 1965)
- 24 settembre - Nicholas Minorsky, ingegnere e matematico statunitense († 1970)
- 25 settembre - Arthur Claydon, militare e aviatore britannico († 1918)
- 25 settembre - Mineichi Kōga, ammiraglio giapponese († 1944)
- 26 settembre - Sergej Vasil'evič Gerasimov, pittore russo († 1964)
- 27 settembre - Joseph McCarthy, paroliere e musicista statunitense († 1943)
- 27 settembre - Gustav Schröder, comandante marittimo tedesco († 1959)
- 28 settembre - Stanislao Amilcare Battistelli, vescovo cattolico italiano († 1981)
- 28 settembre - Francesco Ciarlantini, giornalista, scrittore e politico italiano († 1940)
- 28 settembre - Emil Väre, lottatore finlandese († 1974)
- 29 settembre - Guido Nincheri, pittore, decoratore e architetto italiano († 1973)
- 30 settembre - Angelo Cerica, generale e politico italiano († 1961)
- 30 settembre - Vittorio Lugli, scrittore, giornalista e critico letterario italiano († 1968)

## Ottobre(92)
- 1º ottobre - Salvatore Biondi, collezionista d'arte e storico italiano († 1973)
- 1º ottobre - Bert Freeman, calciatore inglese († 1955)
- 1º ottobre - Attilio Longoni, pioniere dell'aviazione, giornalista e politico italiano († 1932)
- 2 ottobre - Giuseppe Bentivogli, politico, sindacalista e partigiano italiano († 1945)
- 2 ottobre - Carlo De Ferrari, arcivescovo cattolico italiano († 1962)
- 2 ottobre - Harold Stanley, imprenditore statunitense († 1963)
- 3 ottobre - Vladimir Bakaleinikov, violista, direttore d'orchestra e compositore russo († 1953)
- 3 ottobre - Luciano Savorini, ginnasta italiano († 1964)
- 4 ottobre - Alfredo Armano, calciatore e arbitro di calcio italiano († 1965)
- 4 ottobre - Harvey Clark, attore statunitense († 1938)
- 4 ottobre - Dal Clawson, direttore della fotografia statunitense († 1937)
- 4 ottobre - Gennaro Villani, pittore italiano († 1948)
- 5 ottobre - Ida L'vovna Rubinštejn, danzatrice e mecenate russa († 1960)
- 5 ottobre - Luisella Viviani, attrice teatrale e cantante italiana († 1968)
- 6 ottobre - Angelo Buizza, politico italiano († 1963)
- 6 ottobre - Joseph Ettor, sindacalista statunitense († 1948)
- 6 ottobre - François de La Rocque, politico francese († 1946)
- 7 ottobre - Niels Bohr, fisico danese († 1962)
- 7 ottobre - Angelo Maria Crepet, pittore e docente italiano († 1974)
- 7 ottobre - Giulio Fasolo, allenatore di calcio e calciatore italiano
- 7 ottobre - Nils Hellsten, ginnasta svedese († 1963)
- 8 ottobre - Khải Định, imperatore vietnamita († 1925)
- 9 ottobre - Thor Ericsson, calciatore svedese († 1975)
- 9 ottobre - Ezio Maria Gray, politico, giornalista e saggista italiano († 1969)
- 9 ottobre - Carl Silfverstrand, ginnasta, astista e lunghista svedese († 1975)
- 9 ottobre - Tito Vezio Zapparoli, agronomo italiano († 1943)
- 10 ottobre - Walter Anderson, scrittore tedesco († 1962)
- 10 ottobre - Carlo Campogalliani, regista e attore italiano († 1974)
- 10 ottobre - Nikolaj Alekseevič Kljuev, poeta russo († 1937)
- 11 ottobre - Angus Gillan, canottiere britannico († 1981)
- 11 ottobre - Alfréd Haar, matematico ungherese († 1933)
- 11 ottobre - Anna Laughlin, attrice statunitense († 1937)
- 11 ottobre - François Mauriac, scrittore, giornalista e drammaturgo francese († 1970)
- 11 ottobre - Alicia Moreau de Justo, medica, politica e pacifista britannica († 1986)
- 11 ottobre - Georges Passerieu, ciclista su strada e pistard francese († 1928)
- 11 ottobre - Lowell Sherman, attore e regista statunitense († 1934)
- 12 ottobre - Ester Ferrabini, cantante lirica italiana († 1984)
- 12 ottobre - Rodolphe Poma, canottiere belga († 1954)
- 12 ottobre - Thomas F. Williams, aviatore canadese († 1985)
- 13 ottobre - Viggo Brun, matematico norvegese († 1978)
- 13 ottobre - Hans Endrerud, calciatore norvegese († 1957)
- 13 ottobre - Fritz Gajewski, imprenditore tedesco († 1965)
- 13 ottobre - Mario Sarto, scultore italiano († 1955)
- 14 ottobre - Jack Britton, pugile statunitense († 1962)
- 14 ottobre - Mario Calderini, militare italiano († 1936)
- 14 ottobre - Giuseppe Cognata, vescovo cattolico italiano († 1972)
- 14 ottobre - Fernand De Visscher, giurista e archeologo belga († 1964)
- 14 ottobre - Murray Raney, ingegnere meccanico statunitense († 1966)
- 15 ottobre - Frank Hurley, fotografo, regista e esploratore australiano († 1962)
- 15 ottobre - Wilfrid Johnson, giocatore di lacrosse britannico († 1960)
- 16 ottobre - Alfred Braunschweiger, tuffatore tedesco († 1952)
- 16 ottobre - Sante Garibaldi, militare e imprenditore italiano († 1946)
- 16 ottobre - Leopoldo Granata, biologo italiano († 1939)
- 16 ottobre - Maria Melato, attrice italiana († 1950)
- 16 ottobre - Dorando Pietri, maratoneta e mezzofondista italiano († 1942)
- 16 ottobre - Umberto Urbano, baritono italiano († 1969)
- 16 ottobre - Kenneth S. Webb, regista, sceneggiatore e compositore statunitense († 1966)
- 17 ottobre - Ernesto Azzini, ciclista su strada italiano († 1923)
- 18 ottobre - Amleto Novelli, attore italiano († 1924)
- 18 ottobre - Mario Urbinati, ingegnere italiano († 1964)
- 19 ottobre - Luigi Cammarata, vescovo cattolico italiano († 1950)
- 19 ottobre - Sanford Myron Zeller, micologo statunitense († 1948)
- 20 ottobre - Edmondo De Amicis, presbitero italiano († 1945)
- 21 ottobre - Carlo Emanuele Basile, politico, prefetto e scrittore italiano († 1972)
- 21 ottobre - Marcello Govoni, tenore, baritono e regista italiano († 1944)
- 21 ottobre - Egon Wellesz, musicologo, compositore e insegnante austriaco († 1974)
- 22 ottobre - Gilberto Govi, attore italiano († 1966)
- 22 ottobre - Giovanni Martinelli, tenore italiano († 1969)
- 23 ottobre - Giuseppe Biasi, pittore, incisore e illustratore italiano († 1945)
- 23 ottobre - Jan Czochralski, chimico polacco († 1953)
- 23 ottobre - Adolfo Fanconi, calciatore, allenatore di calcio e dirigente sportivo italiano († 1974)
- 25 ottobre - Aristarco Fasulo, pastore protestante e saggista italiano († 1935)
- 25 ottobre - Xavier Lesage, cavaliere francese († 1968)
- 25 ottobre - Sam M. Lewis, paroliere, compositore e cantante statunitense († 1959)
- 25 ottobre - Chris Porter, calciatore inglese († 1915)
- 26 ottobre - Albert Lejeune, giornalista e editore francese († 1945)
- 26 ottobre - Aristide Merolli, militare e scrittore italiano († 1947)
- 26 ottobre - Niels Erik Nørlund, matematico e geodeta danese († 1981)
- 26 ottobre - Guillaume Coeckelberg, ciclista su strada e pistard belga († 1953)
- 27 ottobre - Alberto Ferrero, generale italiano († 1969)
- 27 ottobre - Sigrid Hjertén, pittrice svedese († 1948)
- 27 ottobre - August Liebmann Mayer, storico dell'arte tedesco († 1944)
- 27 ottobre - Karl Julius Lohnert, astronomo e psicologo tedesco († 1944)
- 28 ottobre - Karl Bömelburg, militare e poliziotto tedesco († 1946)
- 28 ottobre - Per Albin Hansson, politico svedese († 1946)
- 28 ottobre - Gesualdo Manzella Frontini, poeta, giornalista e scrittore italiano († 1965)
- 29 ottobre - Eugenio Colmo, pittore e illustratore italiano († 1967)
- 29 ottobre - Lajos Tihanyi, pittore e litografo ungherese († 1938)
- 30 ottobre - Leonard Peterson, ginnasta svedese († 1956)
- 30 ottobre - Ezra Pound, poeta, saggista e traduttore statunitense († 1972)
- 30 ottobre - Nikolai Ramm Østgaard, militare norvegese († 1958)
- 31 ottobre - Karl Radek, rivoluzionario e politico sovietico († 1939)

## Novembre(92)
- 1º novembre - Marjorie Bowen, scrittrice e saggista inglese († 1952)
- 1º novembre - Pierre Dupong, politico lussemburghese († 1953)
- 1º novembre - Anton Flettner, ingegnere aeronautico e inventore tedesco († 1961)
- 1º novembre - Felicetto Giuliante, scultore italiano († 1961)
- 1º novembre - Luigi Guglielmino, pittore italiano († 1962)
- 1º novembre - Edgar J. Kaufmann, imprenditore statunitense († 1955)
- 1º novembre - Michał Piaszczyński, presbitero polacco († 1940)
- 1º novembre - Alberto Tarchiani, giornalista, politico e diplomatico italiano († 1964)
- 1º novembre - Edna Lewis Thomas, attrice teatrale statunitense († 1974)
- 2 novembre - Vincent Ardissone, dirigente sportivo e imprenditore italiano († 1964)
- 2 novembre - Cosme Damião, calciatore e allenatore di calcio portoghese († 1947)
- 2 novembre - Harlow Shapley, astronomo statunitense († 1972)
- 3 novembre - Nikolaj Nikolaevič Aničkov, patologo russo († 1964)
- 3 novembre - Carlos Lett, calciatore argentino († 1956)
- 4 novembre - Francesco Nonni, incisore, pittore e ceramista italiano († 1976)
- 5 novembre - Karel Hugo Hilar, regista teatrale e scrittore ceco († 1935)
- 5 novembre - Will Durant, filosofo, saggista e storico statunitense († 1981)
- 5 novembre - Gerhard Wülker, zoologo tedesco († 1930)
- 7 novembre - Cecilio Maria Cortinovis, religioso italiano († 1984)
- 7 novembre - Sabina Nikolaevna Špil'rejn, psicoanalista russa († 1942)
- 7 novembre - Erwin Stein, direttore d'orchestra e critico musicale austriaco († 1958)
- 7 novembre - Otto Trieloff, velocista tedesco († 1967)
- 8 novembre - Eva Morris, supercentenaria britannica († 2000)
- 8 novembre - Oskar von Niedermayer, generale, docente e agente segreto tedesco († 1948)
- 8 novembre - Tomoyuki Yamashita, generale giapponese († 1946)
- 9 novembre - Velimir Chlebnikov, poeta russo († 1922)
- 9 novembre - Julius Ebbinghaus, filosofo tedesco († 1981)
- 9 novembre - Giannino Ferrari dalle Spade, giurista italiano († 1943)
- 9 novembre - Theodor Kaluza, matematico e fisico tedesco († 1954)
- 9 novembre - Aureliano Pertile, tenore italiano († 1952)
- 9 novembre - Matvej Ivanovič Skobelev, rivoluzionario e politico russo († 1938)
- 9 novembre - Hermann Weyl, matematico, fisico e filosofo tedesco († 1955)
- 10 novembre - Esther Dale, attrice statunitense († 1961)
- 10 novembre - Giuseppe Furlani, assiriologo e storico delle religioni italiano († 1962)
- 11 novembre - Andrea Meschia, calciatore italiano († 1922)
- 11 novembre - George Smith Patton, generale statunitense († 1945)
- 11 novembre - Silvio Trentin, partigiano e giurista italiano († 1944)
- 12 novembre - Mangkunegara VII, sovrano indonesiano († 1944)
- 12 novembre - Harry F. Millarde, attore e regista statunitense († 1931)
- 13 novembre - Antonio Porchia, scrittore e aforista italiano († 1968)
- 13 novembre - Massimo Adolfo Vitale, storico e romanziere italiano († 1968)
- 14 novembre - Sonia Terk Delaunay, pittrice ucraina († 1979)
- 14 novembre - Hans Hermann Kürsteiner, esperantista e mercante svizzero († 1968)
- 14 novembre - Hermann Schweickert, calciatore tedesco († 1962)
- 15 novembre - Achille Baquet, clarinettista e sassofonista statunitense († 1956)
- 15 novembre - Karl Günther, attore austriaco († 1951)
- 15 novembre - Fred Myton, sceneggiatore statunitense († 1955)
- 15 novembre - Herbert Rawlinson, attore britannico († 1953)
- 15 novembre - Keene Thompson, sceneggiatore statunitense († 1937)
- 16 novembre - Josef Kentenich, presbitero tedesco († 1968)
- 17 novembre - Cristoforo Astengo, avvocato e partigiano italiano († 1943)
- 17 novembre - George Goulding, marciatore e maratoneta canadese († 1966)
- 17 novembre - Robert Hense, calciatore tedesco († 1966)
- 17 novembre - Italo Lambertenghi, militare italiano († 1917)
- 17 novembre - Charles Rosher, direttore della fotografia inglese († 1974)
- 17 novembre - Susan Stebbing, filosofa britannica († 1943)
- 17 novembre - Henri de Man, politico e sociologo belga († 1953)
- 18 novembre - Phog Allen, allenatore di pallacanestro statunitense († 1974)
- 18 novembre - Clemente Cassis, imprenditore e pittore italiano († 1966)
- 18 novembre - Adelasia Cocco, medica italiana († 1983)
- 18 novembre - John Garrels, ostacolista, pesista e discobolo statunitense († 1956)
- 19 novembre - Raoul Gressier, calciatore francese († 1915)
- 19 novembre - Erskine Sanford, attore statunitense († 1969)
- 19 novembre - Kazimierz Sosnkowski, politico e generale polacco († 1969)
- 20 novembre - George Holley, calciatore inglese († 1942)
- 20 novembre - John J. Parker, giurista e politico statunitense († 1958)
- 20 novembre - Guglielmo Sinaz, attore italiano († 1947)
- 20 novembre - Guillaume de Tarde, scrittore e economista francese († 1989)
- 20 novembre - Hermilio Valdizán, psichiatra peruviano († 1929)
- 21 novembre - Vito Fazio-Allmayer, filosofo e pedagogista italiano († 1958)
- 21 novembre - Aldo Oberdorfer, germanista, saggista e antifascista italiano († 1941)
- 22 novembre - Fulvio Milani, avvocato, politico e antifascista italiano († 1945)
- 22 novembre - Ludwig Trautmann, attore, regista e produttore cinematografico tedesco († 1957)
- 23 novembre - Camillo Parisini, calciatore italiano
- 24 novembre - Rudolf Klein-Rogge, attore tedesco († 1955)
- 24 novembre - Cencio Massola, velista italiano († 1944)
- 24 novembre - Anna Louise Strong, giornalista e scrittrice statunitense († 1970)
- 24 novembre - Wang Xiangzhai, insegnante cinese († 1963)
- 24 novembre - Christian Wirth, militare tedesco († 1944)
- 26 novembre - Gino Barbieri, incisore e pittore italiano († 1917)
- 26 novembre - Heinrich Brüning, politico tedesco († 1970)
- 27 novembre - Liviu Rebreanu, scrittore e giornalista romeno († 1944)
- 27 novembre - Rudolph Réti, compositore e pianista statunitense († 1957)
- 28 novembre - Francesco Pentimalli, patologo e politico italiano († 1958)
- 28 novembre - Edna Sherry, scrittrice e commediografa statunitense († 1967)
- 28 novembre - Umberto Trabattoni, imprenditore e dirigente sportivo italiano († 1963)
- 29 novembre - Celeste Almieri, attrice italiana († 1987)
- 29 novembre - Frank Jerwood, canottiere britannico († 1971)
- 29 novembre - Antonio Scuero, generale e politico italiano († 1960)
- 30 novembre - Otto Hersing, ammiraglio tedesco († 1960)
- 30 novembre - Albert Kesselring, generale tedesco († 1960)
- 30 novembre - Charles West, attore statunitense († 1943)

## Dicembre(94)
- 1º dicembre - Hans Eicke, velocista tedesco († 1947)
- 1º dicembre - Georg N. Koskinas, psichiatra e neurologo greco († 1975)
- 1º dicembre - Siro Penagini, pittore italiano († 1952)
- 1º dicembre - Giacomo di Belsito, giornalista, scrittore e traduttore italiano († 1939)
- 2 dicembre - Pietro Ciriaci, cardinale e arcivescovo cattolico italiano († 1966)
- 2 dicembre - Lajos Lázár, regista ungherese († 1936)
- 2 dicembre - George Richards Minot, medico statunitense († 1950)
- 3 dicembre - Edward Lasker, scacchista, ingegnere e goista statunitense († 1981)
- 4 dicembre - Sesto Bisogni, politico italiano († 1940)
- 5 dicembre - Louise Bryant, giornalista e scrittrice statunitense († 1936)
- 5 dicembre - Maria Rygier, politica italiana († 1953)
- 5 dicembre - Angelo Tonolo, matematico italiano († 1962)
- 6 dicembre - Ettore Corbelli, calciatore italiano († 1970)
- 6 dicembre - E. Mason Hopper, regista, attore e sceneggiatore statunitense († 1967)
- 6 dicembre - Francesco Rossi, generale italiano († 1976)
- 6 dicembre - Birger Sjöberg, poeta e giornalista svedese († 1929)
- 7 dicembre - Enrico Debernardi, calciatore italiano († 1972)
- 7 dicembre - Varvàra Dolgorouki, scrittrice russa († 1980)
- 7 dicembre - Karel Hradecký, calciatore boemo († 1967)
- 7 dicembre - Ctibor Malý, calciatore boemo († 1968)
- 7 dicembre - Reginald Percy Mills, aviatore inglese († 1968)
- 7 dicembre - Theodor Nauman, pallanuotista svedese († 1947)
- 7 dicembre - Mason Phelps, golfista statunitense († 1945)
- 7 dicembre - Peter Sturholdt, pugile statunitense († 1919)
- 8 dicembre - Mart Kuusik, canottiere estone († 1965)
- 8 dicembre - Wilf Low, calciatore scozzese († 1933)
- 9 dicembre - Luciano Scotti, imprenditore e politico italiano († 1956)
- 9 dicembre - Grete Wiesenthal, ballerina, attrice e coreografa austriaca († 1970)
- 10 dicembre - Eugène Auwerkeren, ginnasta belga († 1981)
- 10 dicembre - Amilcare Beretta, nuotatore, pugile e pallanuotista italiano († 1959)
- 10 dicembre - Filippo di Borbone-Due Sicilie, principe († 1949)
- 10 dicembre - Kurt Knoblauch, militare tedesco († 1952)
- 11 dicembre - Erich Brunner, compositore di scacchi tedesco († 1938)
- 11 dicembre - Augusto Rangone, allenatore di calcio, dirigente sportivo e giornalista italiano († 1970)
- 13 dicembre - Aldo Molinari, regista, giornalista e impresario teatrale italiano († 1959)
- 14 dicembre - Howard Pixton, aviatore britannico († 1972)
- 15 dicembre - Paul Collomp, egittologo e papirologo francese († 1943)
- 15 dicembre - Walther Davisson, violinista e direttore d'orchestra tedesco († 1973)
- 15 dicembre - Cay Lembcke, politico danese († 1965)
- 16 dicembre - Pierino Albini, ciclista su strada italiano († 1955)
- 16 dicembre - Alfonso Ollearo, generale italiano († 1957)
- 16 dicembre - Felice Perussia, medico italiano († 1959)
- 17 dicembre - Alphonse Barbé, attivista, anarchico e editore francese († 1983)
- 17 dicembre - Giuseppe Cogoni, arcivescovo cattolico italiano († 1947)
- 17 dicembre - Lakhajirajsinhji II Bavajirajsinhji, principe e crickettista indiano († 1930)
- 17 dicembre - Harry Wittmann, pistard statunitense († 1968)
- 18 dicembre - Luigi Gussalli, ingegnere e inventore italiano († 1950)
- 18 dicembre - Gina Palerme, attrice, ballerina e cantante francese († 1977)
- 18 dicembre - Cesare Vico Lodovici, commediografo, scrittore e traduttore italiano († 1968)
- 19 dicembre - John Lavarack, generale e politico australiano († 1957)
- 19 dicembre - Şehzade Mehmed Burhaneddin, principe ottomano († 1949)
- 20 dicembre - Giuseppe De Stefanis, generale italiano († 1965)
- 20 dicembre - Paolo Galeazzi, vescovo cattolico italiano († 1971)
- 20 dicembre - Ettore Ghiglione, calciatore italiano († 1982)
- 20 dicembre - Federico de Onís, scrittore e critico letterario spagnolo († 1966)
- 21 dicembre - Marcel Cadolle, ciclista su strada francese († 1956)
- 22 dicembre - René Alexandre, attore francese († 1946)
- 22 dicembre - Ruggero Bardazzi, militare italiano († 1913)
- 22 dicembre - Charles Coleman, attore australiano († 1951)
- 22 dicembre - Wilhelm Kissel, ingegnere tedesco († 1942)
- 22 dicembre - Deems Taylor, compositore e critico musicale statunitense († 1966)
- 23 dicembre - Arnaldo Azzi, generale e politico italiano († 1957)
- 23 dicembre - Pierre Brissaud, pittore e illustratore francese († 1964)
- 23 dicembre - Olga Brunner, mecenate italiana († 1961)
- 23 dicembre - Leonello Casucci, compositore italiano († 1975)
- 23 dicembre - Lukas Nielsen, ginnasta danese († 1964)
- 23 dicembre - Mohan Shamsher Jang Bahadur Rana, politico nepalese († 1967)
- 23 dicembre - Augusto Rosso, diplomatico italiano († 1964)
- 23 dicembre - George Lorenzo Zundel, micologo statunitense († 1950)
- 24 dicembre - Dante Argentieri, politico italiano († 1956)
- 24 dicembre - James Bagshaw, calciatore inglese († 1966)
- 24 dicembre - Ødbert Bjarnholt, calciatore danese († 1946)
- 24 dicembre - Charles Jensen, ginnasta danese († 1920)
- 24 dicembre - Charles Simmons, ginnasta britannico († 1945)
- 25 dicembre - Albert Betz, fisico e ingegnere tedesco († 1968)
- 25 dicembre - John Bowers, attore statunitense († 1936)
- 25 dicembre - Walter How, marinaio e esploratore britannico († 1972)
- 25 dicembre - Jock Simpson, calciatore inglese († 1959)
- 27 dicembre - Eddie Boland, attore statunitense († 1935)
- 27 dicembre - Giuseppe Robolotti, generale e partigiano italiano († 1944)
- 28 dicembre - Everard Butler, canottiere canadese († 1958)
- 28 dicembre - Tytus Czyżewski, scrittore e pittore polacco († 1945)
- 28 dicembre - Ernst Nadherny, attore e cantante austriaco († 1966)
- 28 dicembre - Vladimir Evgrafovič Tatlin, architetto, pittore e scultore russo († 1953)
- 28 dicembre - Veljko Ugrinić, calciatore e allenatore di calcio jugoslavo († 1958)
- 29 dicembre - Lilli Beck, attrice cinematografica e attrice teatrale danese († 1939)
- 29 dicembre - Alfredo Boccolini, attore italiano († 1957)
- 29 dicembre - Raffaele Calzini, giornalista, critico d'arte e critico letterario italiano († 1953)
- 29 dicembre - Daniil Semënovič Ėl'men', imprenditore, economista e politico russo († 1932)
- 29 dicembre - Nadežda Udal'cova, artista sovietica († 1961)
- 30 dicembre - Frank Martin, cavaliere svedese († 1982)
- 30 dicembre - François Vergucht, canottiere belga († 1944)
- 31 dicembre - Vittoria Adelaide di Schleswig-Holstein-Sonderburg-Glücksburg, principessa († 1970)
- 31 dicembre - Franz von Hoesslin, direttore d'orchestra tedesco († 1946)

## Senza giorno specificato(76)
- Ahmet Anzavur, militare ottomano († 1921)
- Vittorio Angeloni, giurista italiano († 1966)
- Augusto Antonelli, architetto italiano († 1960)
- Antonio Anzilotti, storico italiano († 1924)
- Raniero Aureli, pittore italiano
- Vera Vsevolodovna Baranovskaja, attrice russa († 1935)
- Hector Bayon, calciatore, dirigente sportivo e arbitro di calcio italiano († 1946)
- Edoardo Bencivenga, regista italiano († 1934)
- Giovanni Braggion, artista e decoratore italiano († 1975)
- Alberto Ceccherelli, economista italiano († 1958)
- Giovanni Cenzato, giornalista, scrittore e commediografo italiano († 1974)
- Constant Cloquet, schermidore belga
- Virginio Colombo, architetto italiano († 1927)
- Wilfrid Crabtree, calciatore britannico († 1957)
- Graham Cutts, regista, sceneggiatore e produttore cinematografico britannico († 1958)
- Max Danielsen, giornalista e attivista tedesco († 1928)
- Teresa De Caprio, infermiera e militare italiana († 1978)
- Thomas Derrick, artista inglese († 1954)
- Francesco Dominici, tenore italiano († 1968)
- Andrew Drew, tennista statunitense († 1913)
- Emil Fahrenkamp, architetto tedesco († 1966)
- Alfredo Franziosi, calciatore e arbitro di calcio italiano († 1924)
- Adolf Frenken, calciatore svizzero († 1930)
- Carmine Garibaldi, attore italiano († 1951)
- Alterige Giorgi, scultore italiano († 1970)
- Richard Gregg, filosofo e sociologo statunitense († 1974)
- Giorgio Gregorj, ingegnere e politico italiano († 1976)
- Aleksandr Grinberg, fotografo russo († 1976)
- Umberto Guarracino, attore italiano († 1935)
- Víctor Hevia Granda, scultore spagnolo († 1957)
- Andreu Ivars, storico e presbitero spagnolo († 1936)
- Wilson Jameson, medico scozzese († 1962)
- William Frederick Koch, medico e imprenditore statunitense († 1967)
- Alexandros Korizis, politico greco († 1941)
- Julius Kowalczik, aviatore austro-ungarico
- Mary Leigh, attivista britannica († 1978)
- Ma Biao, generale cinese († 1948)
- Riccardo Maffeo, ciclista su strada italiano († 1936)
- Donato Manduzio, mistico e veggente italiano († 1948)
- Shimun XX Paulos, vescovo cristiano orientale siro († 1920)
- Shimun XIX Benyamin, vescovo cristiano orientale siro († 1918)
- Guido Marussig, pittore, incisore e scultore italiano († 1972)
- Chiaffredo Mastrella, calciatore italiano
- Matrona la Cieca, santa russa († 1952)
- Teresa Meroni, operaia e sindacalista italiana († 1951)
- Augusto Miniati, scultore e pittore italiano († 1971)
- Guido Moroni Celsi, illustratore e fumettista italiano († 1962)
- Michael Moutoussis, militare e aviatore greco († 1956)
- Salvatore Nicolosi Sciuto, prete, compositore e organista italiano († 1977)
- Marija Nikiforova, anarchica ucraina († 1919)
- Hubert Henry Norsworthy, organista inglese († 1961)
- Franco Oliva, architetto e incisore italiano († 1952)
- Francis Beeding, scrittore britannico († 1944)
- Anna Laetitia Pecci, nobildonna e mecenate italiana († 1971)
- Luigi Pellanda, presbitero e storico italiano († 1961)
- Augusta Rapetti Bassi, pianista e compositrice italiana († 1970)
- Kurt Richter, scenografo austriaco († 1960)
- Carlo Fortunato Rosti, pittore e avvocato italiano († 1974)
- Alexander Rud Mills, australiano († 1964)
- Girolamo Savonuzzi, ingegnere italiano († 1943)
- Isha Schwaller de Lubicz, esoterista e egittologa francese († 1963)
- Václav Špála, pittore e illustratore ceco († 1946)
- Cesare Tarrini, scultore italiano († 1953)
- Teodosio VI, siriano († 1970)
- Mattia Traverso, pittore italiano († 1956)
- Alessandro Tronconi, psichiatra e politico italiano († 1961)
- Giuseppe Tudini, imprenditore italiano († 1961)
- Stefania Turr, giornalista e scrittrice italiana († 1940)
- Boris Andreevič Vil'kickij, navigatore, cartografo e geodeta russo († 1961)
- Martin Wagner, architetto e urbanista tedesco († 1957)
- Jakob Walter, calciatore svizzero († 1966)
- Růžena Zátková, pittrice e scultrice ceca († 1923)
- Guillermo Arsenio de Izaga, bibliotecario e giornalista spagnolo († 1951)
- Noman Çelebicihan, politico, avvocato e scrittore ucraino († 1918)
- Ahmad I al-Jabir Al Sabah, sovrano kuwaitiano († 1950)
- Ngô Đình Khôi, politico vietnamita († 1945)